# Elecciones presidenciales de Lituania de 2024
Se celebraron elecciones presidenciales en Lituania el 12 de mayo de 2024 utilizando el sistema de dos vueltas. Se celebró una segunda vuelta, ya que ningún candidato obtuvo la mayoría absoluta de los votos.
La Comisión Electoral Central de Lituania cerró la inscripción confirmando la viabilidad de 15 personas, que anunciaron sus candidaturas, quedando 12 de ellas en carrera. El presidente en ejercicio, Gitanas Nausėda, busca la reelección contra una variedad de oponentes, incluida Ingrida Šimonytė, su rival en la segunda vuelta de las elecciones presidenciales de 2019 y actual primera ministra de Lituania. Desde que anunció su candidatura el 7 de diciembre de 2023, Nausėda ha sido el claro favorito, mientras que Šimonytė es la única mujer que compite por la presidencia.
La seguridad nacional tras la invasión rusa de Ucrania en 2022, el servicio militar obligatorio universal, emigración, costo de vida, los derechos LGBT, la ratificación de la Convención de Estambul, el desempeño del Gabinete Šimonytė y su conflicto con Nausėda han surgido como los temas principales durante la campaña.

## Sistema electoral
Las elecciones se celebrarán mediante el sistema de dos vueltas. Para ganar en la primera vuelta, un candidato requiere una mayoría absoluta de los votos y una participación electoral superior al 50% o que su porcentaje de votos sea equivalente a al menos un tercio del número de votantes registrados. Si ningún candidato gana en la primera vuelta, se requiere una segunda vuelta en la que participarán los dos mejores candidatos. Todos los candidatos a la presidencia son independientes. Si bien algunos candidatos pertenecen y/o son apoyados por un partido político, el cargo de presidente es formalmente no partidista.
Los ciudadanos de Lituania de al menos 40 años de edad cuyos al menos uno de los padres también fuera ciudadano (cláusula de ciudadano natural ), que hayan vivido en Lituania durante al menos tres años antes, no están cumpliendo una pena de prisión, no están en activo en las Fuerzas Armadas de Lituania, no están vinculados a ningún otro país por un juramento y nunca han sido acusados, se les permite postularse para presidente. Cada candidato debe recoger al menos 20.000 firmas de ciudadanos lituanos para poder presentarse a las elecciones.

## Candidatos
Todos los candidatos preinscritos debían finalizar el procedimiento de registro antes del 8 de marzo de 2024, a fin de comenzar la recolección de firmas para la confirmación de su candidatura. 10 de 15 candidatos lo han completado antes del inicio de la fase de contratación. Dos candidatos lograron resolverlo después. Otros tres aspirantes optaron por no lanzar una candidatura presidencial o fueron eliminados por no haber completado el procedimiento antes de la fecha límite.
| Candidato | Candidato             | Cargos más recientes                                                                                    | Partido | Partido |
| --------- | --------------------- | --- | ------- | --- |
|           | Giedrimas Jeglinskas  | Subsecretario General de la OTAN para Gestión Ejecutiva (2019–2022) Viceministro de Defensa (2017–2019) |         | Unión de Demócratas "Por Lituania"                                                                         |
|           | Gintautas Kniukšta    | Miembro del Seimas (2000–2004)                                                                          |         | Independiente                                                                                              |
|           | Andrio Mazuronis      | Miembro del Seimas (2004–presente)                                                                      |         | Partido del Trabajo                                                                                        |
|           | Gitanas Nausėda       | Presidente de Lituania (2019–presente)                                                                  |         | Independiente Apoyado por: Partido Socialdemócrata Lituano Partido de las Regiones de Lituania             |
|           | Arūnas Rimkus         | Concejal municipal de Šiauliai (2015–2019)                                                              |         | Independiente                                                                                              |
|           | Ingrida Šimonytė      | Primera ministra de Lituania (2020–presente) Ministra de Finanzas (2009–2012)                           |         | Unión de la Patria - Demócrata-Cristianos Lituanos                                                         |
|           | Valdas Tutkus         | Jefe de Defensa de Lituania (2004–2009) Comandante de las Fuerzas Terrestres de Lituania (2001–2004)    |         | Junto con los Vytis                                                                                        |
|           | Eduardas Vaitkus      | Sin experiencia política previa                                                                         |         | Independiente                                                                                              |
|           | Aurelijus Veryga      | Miembro del Seimas (2016–presente) Ministro de Salud (2016–2020)                                        |         | Unión de los Campesinos y Verdes Lituanos                                                                  |
|           | Ignas Vėgėlė          | Presidente del Colegio de Abogados (2014–2022)                                                          |         | Independiente Apoyado por: Partido Democracia Cristiana de Lituania Unión Cristiana y, Libertad y Justicia |
|           | Dainius Žalimas       | Presidente del Tribunal Constitucional (2014–2021) Juez del Tribunal Constitucional (2011–2021)         |         | Partido de la Libertad                                                                                     |
|           | Remigijus Žemaitaitis | Miembro del Seimas (2009–presente)                                                                      |         | Amanecer de Nemunas                                                                                        |